# АЕС Кецеровці
Атомна електростанція Кецеровці (словац. Jdrová elektráreň Kecerovce), або скорочено також JEKE або EKE, була третьою запланованою атомною електростанцією в Словаччині. Вона мала розташовуватися під Кошицями біля села Кецеровці. Вона мала мати два, пізніше чотири ядерні реактори ВВЕР загальною потужністю 4000 МВт. Після 1989 року проект було припинено.

## Історія та технічна інформація

### Витоки
У 1970-х роках до планів розвитку ядерної енергетики в Чехословаччині були додані нові можливі місця, зокрема деякі у східній Словаччині. Прикладом можуть бути Жегня біля Пряшева та Кецеровці біля села Кецеровці. 30 квітня 1986 року вперше в 17 точках було розпочато довгостроковий моніторинг території навколо запланованої ділянки. Однак, що стосується гамма-випромінювання, це виявилося складним через аварію на реакторі в Чорнобилі 26 квітня 1986 року. До 1987 року плани будівництва атомної електростанції в районі села Кецеровці в Кошицькому регіоні були розроблені й уточненні, щоб водне господарство могло планувати, як отримати воду, необхідну для охолодження чотирьох реакторів потужністю 1000 МВт у регіоні. Єдиним варіантом було будівництво семи гідроелектростанцій біля Дрієнова на річці Торисі, біля Ружина на Горнаді та Кисака на Горнаді, щоб створити сполучення від Горнади до Ториси. Інша електростанція у Плавеку на Попраді також мала постачати воду до Ториси. Крім того, поблизу Обішівки мали побудувати електростанцію, яка стабілізувала б ситуацію. Сумарна потужність усіх гідроелектростанцій мала становити 67,4 МВт. Планування електростанції було подібне до двох атомних електростанцій у східній Чехії біля Опатовиць та в північній Моравії біля Благутовиць.
Оскільки в майбутньому планувалося побудувати лише електростанції потужністю від 2000 до 4000 МВт, пошук інших місць був обмежений. До 1988 року було доступно п'ять варіантів, які можна було розробити один за одним. Варіанти конструкції та попередньо визначений порядок були такими; Будівництво нової електростанції поблизу Опатовиць потужністю 2000 МВт, будівництво Благутовиць потужністю 2000 МВт, розширення Благутовиць до 4000 МВт, будівництво електростанції в Кецеровцях потужністю 2000 МВт, розширення Темеліна до 4000 МВт.
Однак у 1989 році порядок змінився. У той час як Опатовиці були повністю видалені, будівництво електростанції Кецеровці було пріоритетним перед будівництвом Благутовиць. Інвестиційні плани для цих двох електростанцій були завершені в 1989 році. Однак у той же час виникли проблеми з фінансуванням і ходом будівництва на АЕС Моховці. Приблизно в той самий час у березні завершилися роботи з довгострокового моніторингу ділянки. В результаті «оксамитової революції» 1989 року змінилися інтереси електроенергетики; замість раніше можливих місць у Кецеровцях, Благутовицях та пізнішому місці Тетова в центральній Богемії, тепер розглядалася територія в північній Чехії. У 1990 році Почерад в північній Моравії було додано до запланованих місць для атомної електростанції. Після того, як екоактивісти сповільнили будівництво атомної електростанції Темелін, будівництво атомної електростанції Кецеровці було відкладено, головним чином через те, що знову виникли проблеми на АЕС Богуниці. Після 1991 року західні моделі реакторів були вперше розглянуті для Кецеровців, а також для Тетова, Благутовиць та 3-го і 4-го блоків Темелінської електростанції. Проте плани атомної електростанції залишилися незавершеними.

### Оновлення планів
У 2008 році майданчик знову обговорювався в плані енергетичної безпеки для реактора потужністю 1200 МВт. Бюджет був визначений на рівні близько 3,8 млрд євро. Причина в тому, що Кецеровці мають замінити втрачені потужності після зупинки Богуниць V2.

### Будівництво
Рік початку будівництва невідомий. Однак існує офіційний графік від грудня 1985 року, в якому зазначено, що перший енергоблок буде введено в експлуатацію в 1999 році. З огляду на те, що очікуваний час будівництва блоку ВВЕР-1000 становить 4-5 років, можна зробити висновок, що з будівництвом перший блок, запущений у 1994 або 1995 рр. Графік 1990 р., з іншого боку, передбачає запуск першого блоку в 2001 р., а другого в 2003.
Початкові плани встановлювали тип реактора ВВЕР-1000/320, який пізніше було змінено на «Блок нового покоління», тобто модель реактора ВВЕР-1000/392 (АЕС-92). Валова потужність блоку становитиме 1000 МВт, чиста – 950 МВт. Градирні мали забезпечити охолодження. Спочатку, однак, мали бути побудовані лише два реактори.

## Інформація про реактори
| Реактор     | Тип реактора  | Продуктивність | Продуктивність | Початок будівництва                               | Підключення до мережі                             | Введення в експлуатацію                           | Закриття |
| Реактор     | Тип реактора  | Нетто          | Брутто         | Початок будівництва                               | Підключення до мережі                             | Введення в експлуатацію                           | Закриття |
| ----------- | ------------- | -------------- | -------------- | ------------------------------------------------- | ------------------------------------------------- | ------------------------------------------------- | -------- |
| Кецеровці-1 | ВВЕР-1000/320 | 950 МВт        | 1000 МВт       | Заплановане будівництво скасовано після 1990 року | Заплановане будівництво скасовано після 1990 року | Заплановане будівництво скасовано після 1990 року |          |
| Кецеровці-2 | ВВЕР-1000/320 | 950 МВт        | 1000 МВт       | Заплановане будівництво скасовано після 1990 року | Заплановане будівництво скасовано після 1990 року | Заплановане будівництво скасовано після 1990 року |          |
| Кецеровці-3 | ВВЕР-1000/320 | 950 МВт        | 1000 МВт       | Заплановане будівництво скасовано після 1990 року | Заплановане будівництво скасовано після 1990 року | Заплановане будівництво скасовано після 1990 року |          |
| Кецеровці-4 | ВВЕР-1000/320 | 950 МВт        | 1000 МВт       | Заплановане будівництво скасовано після 1990 року | Заплановане будівництво скасовано після 1990 року | Заплановане будівництво скасовано після 1990 року |          |